# Jean-Baptiste Bernard Viénot de Vaublanc
Jean-Baptiste Bernard Viénot, cavaler de Vaublanc este un militar francez, (născut la 17 septembrie 1761 la Ouanaminthe à Saint-Domingue au Cap-Français, (Cap-Haïtien în zilele noastre), Haiti, mort la 19 decembrie 1812 la Gumbinnen, iar azi Gusev, în regiunea Kaliningrad. Era fiul lui Vivant-François Viénot de Vaublanc, al doilea frate mai mic al lui Vincent-Marie Viénot de Vaublanc.

Blazonul familiei Vaublanc

## Genealogie
Familia Vaublanc